# Hsin-chi Kuan
Hsin Chi Kuan (chino: 關信基) (Macao, 1 de octubre de 1940) es presidente del Departamento de Gobierno y Administración Pública de la Universidad China de Hong Kong (CUHK). Se retiró en 2006, pero continúa enseñando ciencias políticas a tiempo parcial. Fue presidente del Partido Cívico de Hong Kong desde su fundación en 2006 hasta 2011 y perteneció al Comité Consultivo Académico, del Instituto de Ciencias Políticas de la Academia Sinica, Taiwán.

## Biografía
Kuan nació en Macao y se graduó en el Colegio Yuet Wah (粵華 中學). Después de obtener su doctorado de la Universidad de Múnich en 1972, planeó dedicarse a la enseñanza en Taiwán, pero fue invitado a enseñar en CUHK en su lugar, donde pasó toda su carrera académica hasta la jubilación.
Durante sus 33 años de carrera, además de enseñar ciencia política, Kuan también fue Decano de la Facultad de Ciencias Sociales y Decano de Estudiantes. Actualmente es Director del Centro de Servicios Universitarios y miembro del Consejo Universitario.
Sus principales intereses de investigación son la cultura y el desarrollo político y jurídico, la política comparada, la metodología de la investigación, los partidos políticos y el desarrollo de la ciencia política. Es uno de los estudiosos más respetados de Hong Kong.
Siempre ha creído que la democracia plena es la única manera de reconstruir Hong Kong. Pensando que los partidos políticos de hoy son insuficientes para lograr este objetivo, ayudó a fundar el Partido Cívico (公民黨).

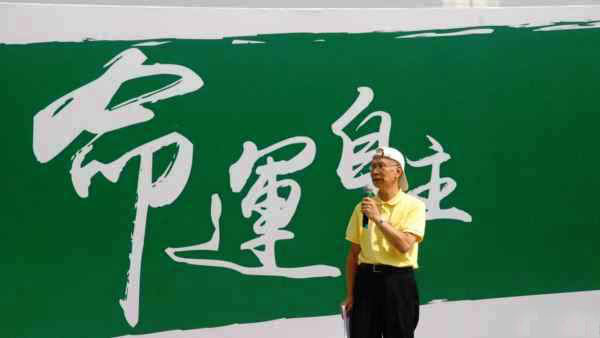
El profesor Kuan Hsin-chi se dirige a los manifestantes durante una protesta en Hong Kong en 2014.

El Prof. Kuan es el redactor jefe y un coautor de los libros siguientes en una serie: The 2004 Legislative Council Elections in Hong Kong, (Hong Kong Institute of Asia-Pacific Studies, 2006); Out of the Shadow of 1997? The 2000 Legislative Council Elections in Hong Kong (The Chinese University Press, 2002); Power Transfer and the First Legislative Elections in the Hong Kong SAR (The Chinese University Press, 1999); The 1995 Legislative Council Elections in Hong Kong, (Hong Kong Institute of Asia-Pacific Studies, 1996).
Kuan es el promotor de China Review, un anuario sobre el desarrollo en China, trabaja como coordinador de su comité de gobierno desde 1992 a 1997 y ha contribuido a los capítulos introductorios.

## Obras
- Liu, Zhaojia; Kuan, Hsin-chi (1988). The Ethos of the Hong Kong Chinese (en inglés). Chinese University Press. ISBN 9789622014312.
- Kuan, Hsin-chi (1999). Power Transfer and Electoral Politics: The First Legislative Election in the Hong Kong Special Administrative Region (en inglés). Chinese University Press. ISBN 9789622018990.
- Kuan, Hsin-chi (1990). Hong Kong After the Basic Law (en inglés). IRPP. ISBN 9780886451158.
- Kuan, Hsin-chi; Liu, Zhaojia (1997). Political Attitudes in a Changing Context. Hong Kong Institute of Asia-Pacific Studies. ISBN 9789624410648. Consultado el 7 de noviembre de 2016.